# Mercenary (Bolt Thrower)
Mercenary is een muziekalbum van Bolt Thrower. Het werd van december 1997 tot januari 1998 opgenomen in de Chapel Studios in Lincoln in Engeland. Het album werd geproduceerd door Bolt Thrower en Ewan Davis. Het werd in 1998 uitgebracht op Metal Blade Records: 3984-14147-2.

## Tracklijst
1. "Zeroed"	5:46
2. "Laid To Waste"	4:40
3. "Return From Chaos"	5:04
4. "Mercenary"	5:54
5. "To The Last"	5:24
6. "Powder Burns"	4:46
7. "Behind Enemy Lines"	5:18
8. "No Guts, No Glory"	4:07
9. "Sixth Chapter"	5:40
10. "Infiltrator" ²   4:47

² Bonustrack op de digipak en Japanse versie.
Totale duur: 46:40

## Artiesten
- Karl Willetts: zang
- Gavin Ward: gitaar
- Barry Thompson: gitaar
- Alex Thomas: drums
- Jo Bench: bas